# Ахмед Аль-Тарабільсі
Ахмед Аль-Тарабільсі (араб. أحمد الطرابلسي; нар. 22 березня 1947, Бейрут) — кувейтський футболіст, що грав на позиції воротаря за клуб «Аль-Кувейт», а також національну збірну Кувейту, у складі якої був володарем кубка Азії 1980 року та учасником чемпіонату світу 1982 року.

## Клубна кар'єра
У дорослому футболі дебютував 1974 року виступами за команду клубу «Аль-Кувейт», кольори якої і захищав протягом усієї своєї кар'єри гравця, що тривала десять років.

## Виступи за збірну
Народжений у ліванському Бейруті футболіст отримав кувейтське громадянство, що дозволило йому захищати кольори збірної цієї країни.
1975 року дебютував в офіційних матчах у складі національної збірної Кувейту. Протягом кар'єри у національній команді, яка тривала 9 років, став переможцем кубка Азії 1980 року та був учасником чемпіонату світу 1982 року.
Також був учасником футбольного турніру Олімпійських ігор 1980 року, де кувейтці подолали груповий етап, проте у чвертьфіналі мінімально з рахунком 1:2 поступилися господарям турніру, збірній СРСР.

## Титули і досягнення
- Переможець Кубка націй Перської затоки: 1974
- Володар Кубка Азії з футболу: 1980
- Срібний призер Кубка Азії: 1976
- Срібний призер Азійських ігор: 1982